# Велик херцог
Велик херцог (на немски: Großherzog; на френски: Grand-duc; на английски: Grand duke; на италиански: Grandúca; на латински: magnus dux) е титла за князе в ранг между крал и херцог.
През късната Византийска империя титлата велик херцог съществува като велик дука (Megas doux) във военната йерархия.
През 1569 г. папа Пий V дава на херцог Козимо I от Флоренция титлата велик херцог на Тоскана, с която от 1699 г. е свързан предикатът „Кралско Височество“. До ранния 19 век Тоскана е първото и единствено Велико херцогство на света.
Наполеон I Бонапарт разпространява през ранния 19 век титлата велик херцог. Той дава през лятото 1806 г. титлата велик херцог на Клеве и Берг на своя зет Жоашен Мюра, съпруг на сестра му Каролина Бонапарт.
В Англия и Франция кралските принцове и принцеси се наричат Grand Duke или Grand-duc, също Grand Duchess или Grande-Duchesse. В Русия от 18 век до свалянето на царя през 1917 г. също и императорските принцове и принцеси имат титлата велик княз или велика княгиня и се наричани „Императорско Височество“.